# Георги Стефанов (футболист)
Вижте пояснителната страница за други личности с името Георги Стефанов.
Георги Стефанов е български футболист. Роден е на 13 юли 1988 г. в Пловдив. Играе като централен нападател и атакуващ полузащитник. Висок е 185 см. и тежи 76 кг. От зимата на 2017 г. е част от отбора на Оборище (Панагюрище).

## Кариера
Стефанов е юноша на Марица Пловдив. Там играе до 16-годишна възраст. През 2004 г. е привлечен в отбора на Литекс (Ловеч), с когото по-късно подписва първия си професионален договор.
След това играе няколко сезона в Спартак Плевен, Белите Орли, Спартак Пловдив и отново се завръща в родния Марица Пловдив, от където преминава в Ботев Пловдив през 2011 г.
През лятото на 2012 г. Стефанов подписа договор с Локомотив (Пловдив).